# 乌鲁兹甘省
乌鲁兹甘省（波斯語：د ارزگان ولايت）位於阿富汗中部，與戴孔迪省、加茲尼省、古爾省、扎布爾省等省份相鄰。该省总面积22,696 km²，总人口约为627,000 (2006年)。行政中心位于塔林科特市。该省主要以普什图人为主，使用普什图语等语言。